# Vitaliano (vescovo)
Vitaliano (V secolo – dopo il 499) è stato un vescovo italiano.
Si tratta del primo vescovo documentato della diocesi di Roselle, poi divenuta diocesi di Grosseto.

## Biografia
Non sono conosciute origini e formazione del vescovo Vitaliano, così come non è nota la data di istituzione della diocesi di Roselle. In seguito alle persecuzioni di Diocleziano, molti documenti ufficiali ecclesiastici vennero distrutti e non è possibile risalire all'istituzione della diocesi rosellana. La prima menzione della diocesi e del suo vescovo è del 499: Vitaliano è considerato per questo il primo vescovo di Roselle nelle cronotassi ufficiali.
Vitaliano è noto solo per la sua presenza al concilio di Roma celebrato da papa Simmaco il 1º marzo 499 nella basilica di San Pietro. La sua firma, «Vitalianus episcopus ecclesiae Rusellanae», è presente in calce al documento ufficiale del sinodo; tra i 71 vescovi firmatari, Vitaliano si trova al 15º posto, tra Vitale di Fano e Massimo di Blera.
Un certo vescovo Vitalianus risulta presente anche al sinodo romano indetto da Papa Gelasio I nel 495, ma non viene indicata la provenienza: non è possibile stabilire quindi se si tratti del vescovo rosellano oppure dell'omonimo presule della diocesi di Arna.